# Whatever You Want (Tina Turner)
Whatever You Want è un singolo della cantante statunitense Tina Turner, pubblicato nel 1996 ed estratto dall'album Wildest Dreams.
Il brano è stato scritto da Arthur Baker, Fred Zarr e Taylor Dayne.

## Tracce
Singolo 7"
1. Whatever You Want
2. Unfinished Sympathy

## Classifiche

### Classifiche settimanali
| Classifica (1996) | Posizione massima |
| ----------------- | ----------------- |
| Italia            | 5                 |

### Classifiche di fine anno
| Classifica (1996) | Posizione |
| ----------------- | --------- |
| Italia            | 56        |